# Depressiscala nitidella
Depressiscala nitidella är en snäckart som först beskrevs av Dall 1889.  Depressiscala nitidella ingår i släktet Depressiscala och familjen vindeltrappsnäckor. Inga underarter finns listade i Catalogue of Life.